# 로프라도
로프라도(스페인어: Lo Prado)는 칠레 산티아고 수도주 산티아고 현의 코무나이다.